# Zittard (Brabant-Septentrional)
Pour les articles homonymes, voir Zittard.
Zittard est un hameau situé dans la commune néerlandaise de Veldhoven, dans la province du Brabant-Septentrional.

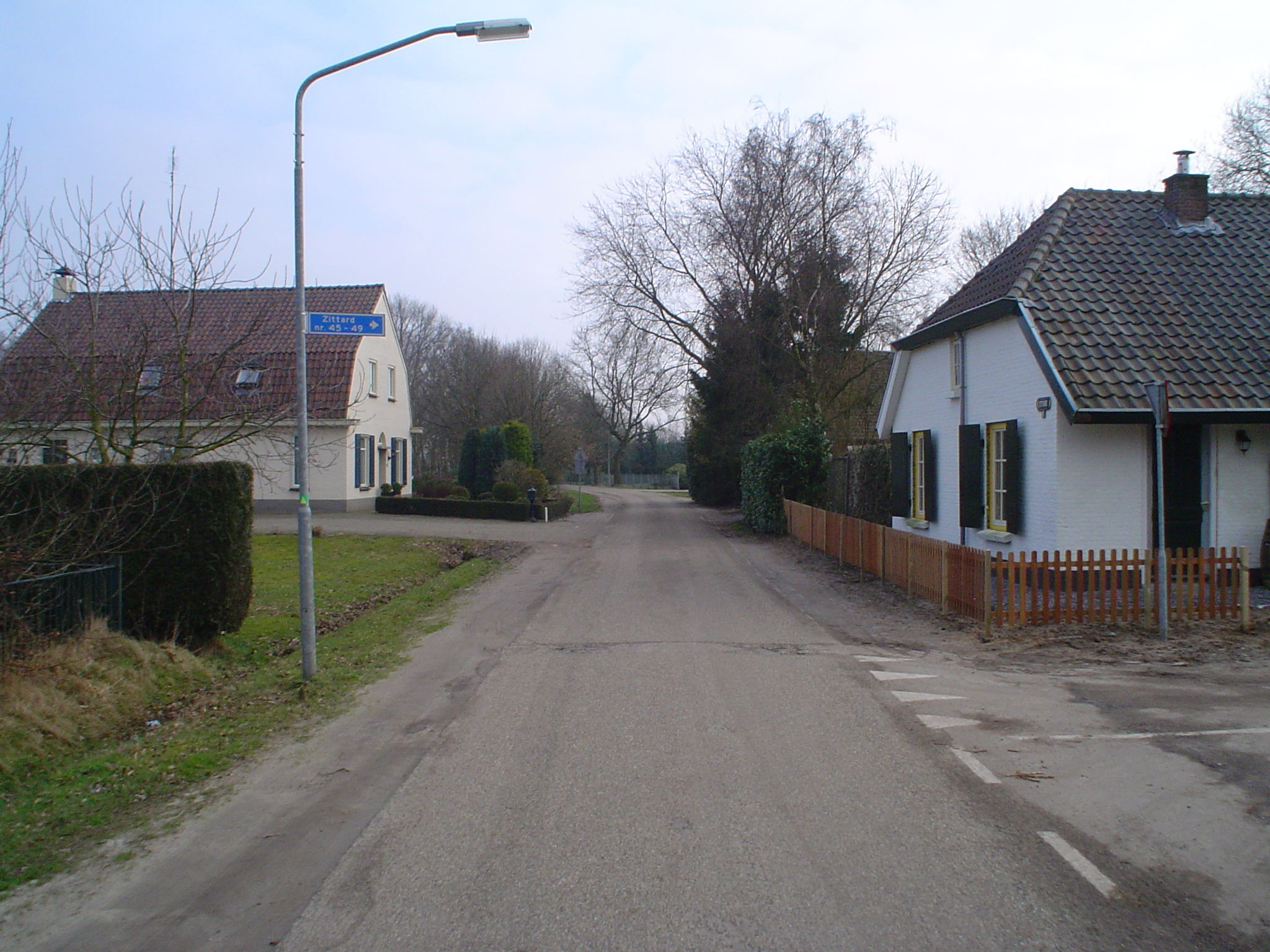
Fermes de Zittard